# Joseph Sauterleute

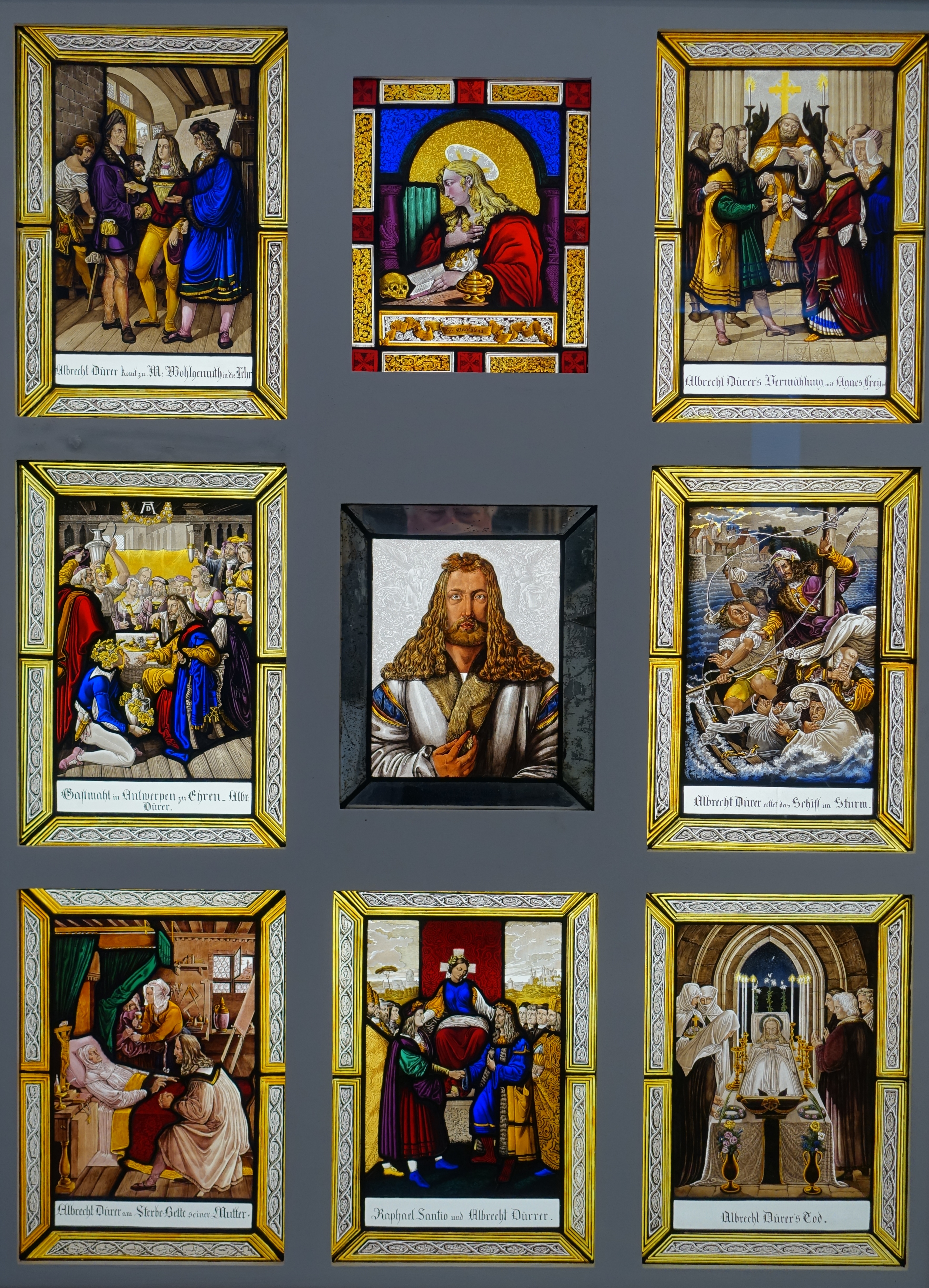
Porträt Albrecht Dürers und Szenen aus seinem Leben von Joseph Sauterleute, 1829–1830

Franz Joseph Sauterleute (* 4. März 1793 in Altdorf, heute Weingarten; † 21. März 1843 in Nürnberg) war ein deutscher Porzellan- und Glasmaler.

## Leben
Zunächst machte Sauterleute eine Lehre in der Ludwigsburger Porzellanfabrik unter Antonio Isopi. Dort erlernte er unter anderem die Kunst der Glasschmelzmalerei (Kabinettglasmalerei).
Von hier aus begab er sich nach Nürnberg, wo er sich als Glasmaler profilieren konnte. Insbesondere die Klarheit der Farbgestaltung zeichnete ihn aus. Unter seinen ersten Bildern befinden sich die Kopie eines Porträts des Erasmus von Rotterdam nach Albrecht Dürer sowie Kopien diverser Transparente, die anlässlich der Dürerfeiern 1828 in Nürnberg geschaffen wurden und sieben Szenen aus Dürers Leben zyklisch darstellten.
Zu seinen Schülern gehörten Johann Jakob Röttinger, Philip Böhmländer und andere, die ihn bei der Vollendung seiner letzten Werke unterstützten.
Nachdem er bereits längere Zeit unter einer Erkrankung des Rückenmarks gelitten hatte, erlag er dieser unerwartet im März des Jahres 1843.

## Ehrungen
Die Sauterleutestraße in seinem Geburtsort Weingarten ist nach Joseph Sauterleute benannt.

## Werke (Auswahl)
- Erasmus von Rotterdam, Kopie nach Albrecht Dürer, Glasmalerei
- Porträt Albrecht Dürers und Szenen aus seinem Leben 1829/30, Glasmalerei
- Chorfenster für die Stadtkirche Fürth 1835[1]
- Fenster der Begräbniskapelle der Familie Thurn- u. Taxis in Regensburg 1835–1837
- Fenster des Minnesängerzimmers im Schloss Landsberg bei Meiningen mit Wilhelm Vörtel